# Haval Kugou
Der Haval Kugou ist ein Sport Utility Vehicle der zum chinesischen Automobilhersteller Great Wall Motor gehörenden Marke Haval.

## Geschichte
Einen ersten Ausblick auf den Kugou zeigte Haval auf der Shanghai Auto Show 2021 mit dem Konzeptfahrzeug Haval X-Dog. Erste Bilder der fünfsitzigen Serienversion wurden im Januar 2022 veröffentlicht. Auf dem chinesischen Heimatmarkt kam der Wagen im August 2022 in den Handel. Seit April 2024 wird das Fahrzeug auch in Russland verkauft. Dort wird es als Haval  H3 vermarktet.

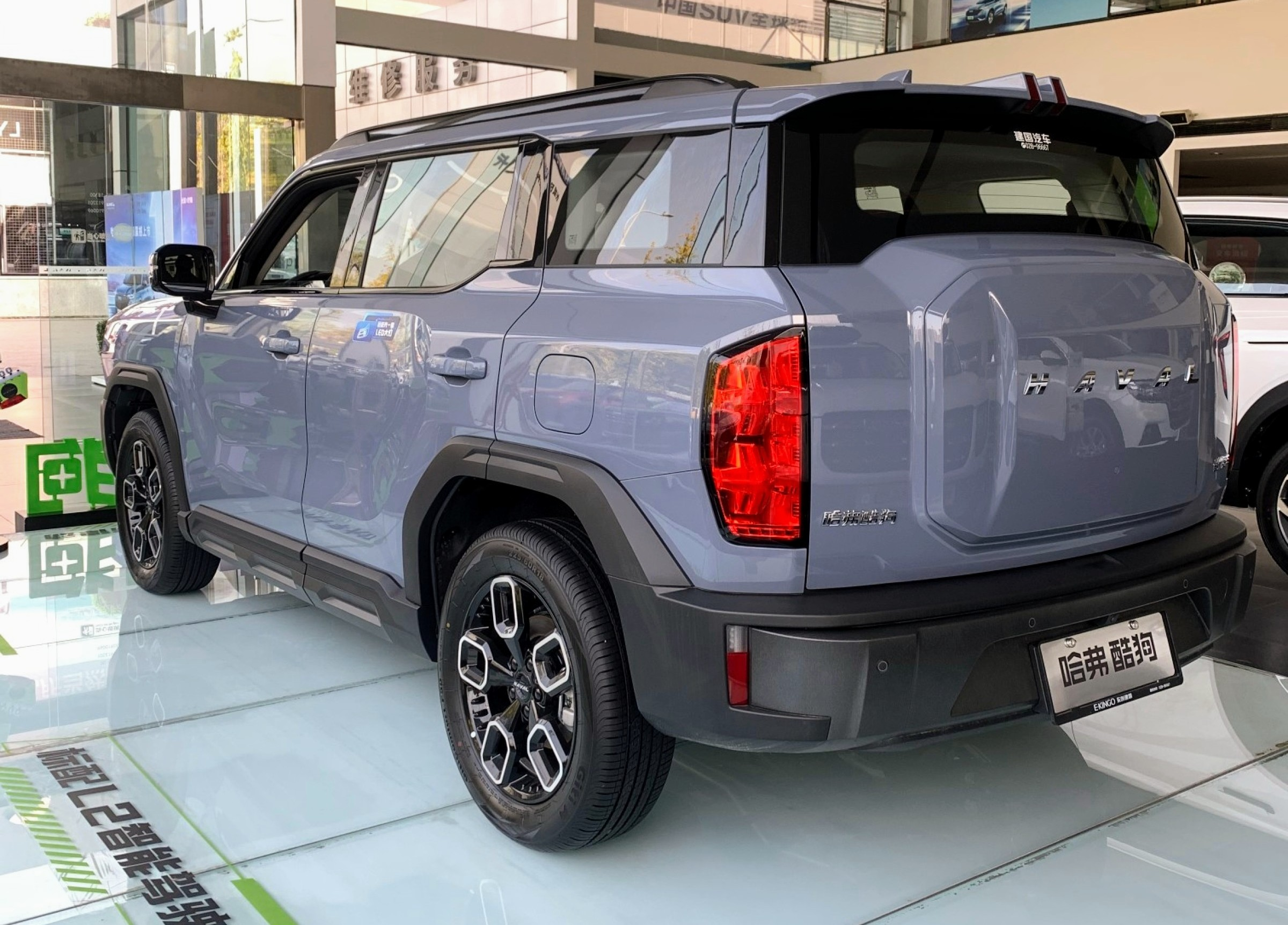
Heckansicht
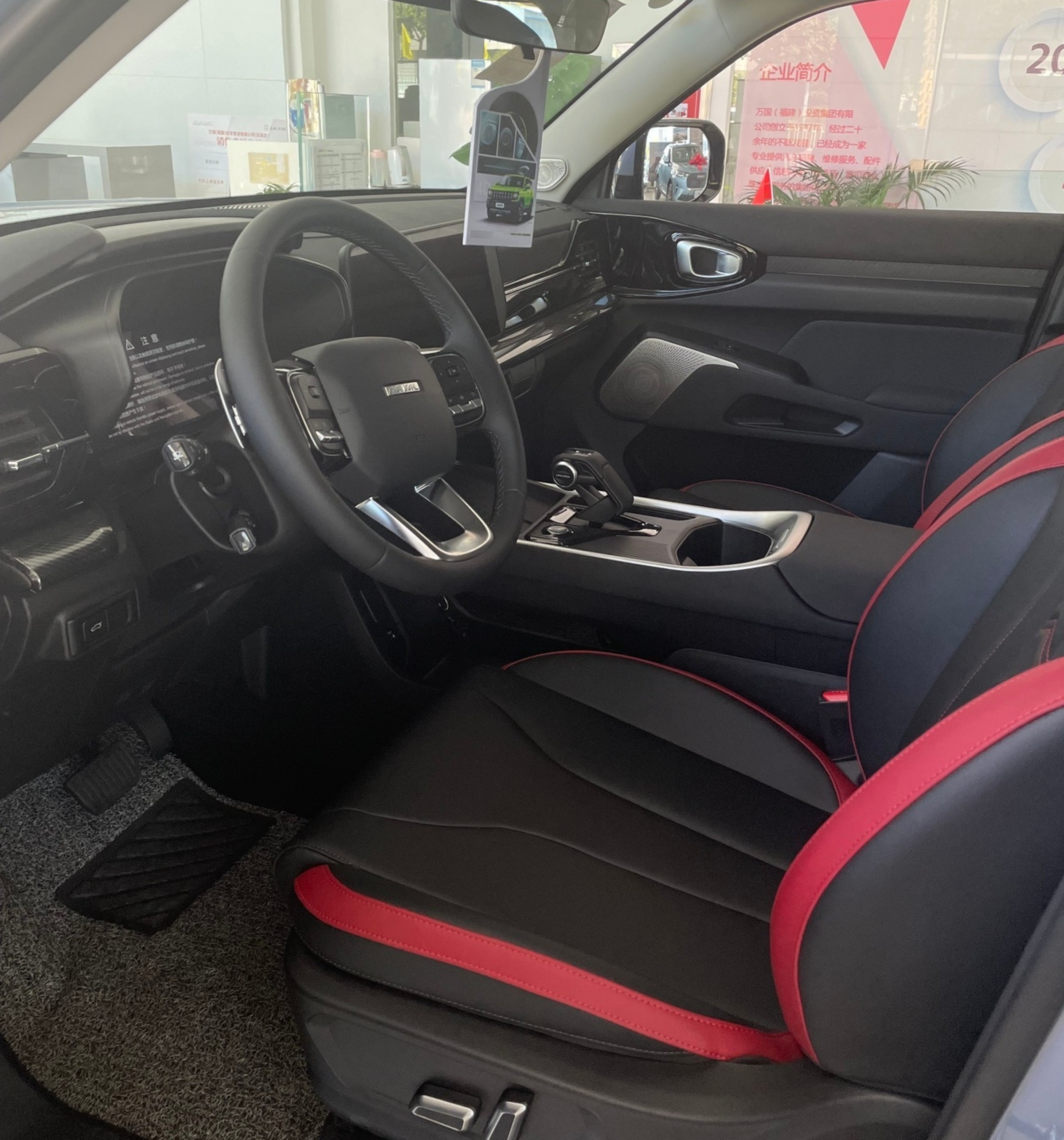
Innenansicht
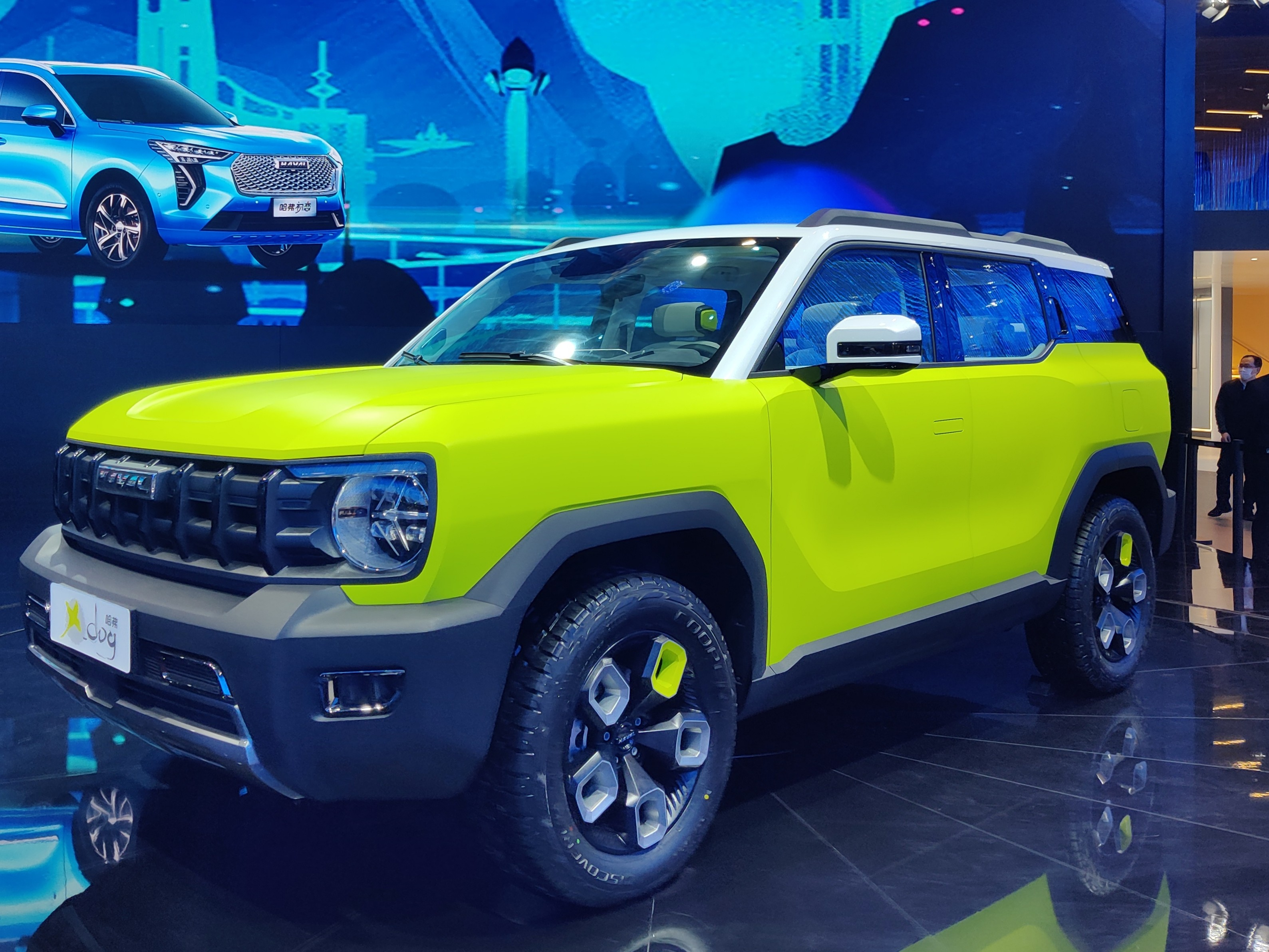
Haval X-Dog Concept auf der Shanghai Auto Show 2021

## Namensgebung
Der Name des Fahrzeugs ist chinesisch und bedeutet ins Deutsche übersetzt „cooler Hund“. Auch weitere Modelle von Great Wall Motor sind nach Tieren benannt (z. B. Haval Dagou oder Ora Haomao).

## Technische Daten
Das SUV ist 4,52 Meter lang, 1,88 Meter breit und 1,75 Meter hoch. Alle Varianten habe einen 1,5-Liter-Ottomotor, wobei die maximale Leistung bei 135 kW (184 PS) liegt. Gegen Aufpreis ist für das Fahrzeug Allradantrieb erhältlich. Die vorderen Räder haben eine MacPherson-Federbeinaufhängung, hinten sind sie an eine Mehrlenkerachse gebunden. Der Wagen hat 19,6 Zentimeter Bodenfreiheit. Der Böschungswinkel vorne wird mit 21 Grad und hinten mit 25 Grad angegeben.
|                                             | Kugou 1.5T                       | Kugou 1.5T                       | Kugou 1.5T 4WD                   | H3 1.5T                          | H3 1.5T 4WD                      |
| Markt                                       | China                            | China                            | China                            | Russland                         | Russland                         |
| Bauzeitraum                                 | 08/2022–01/2024                  | 08/2022–01/2024                  | 08/2022–01/2024                  | seit 04/2024                     | seit 04/2024                     |
| Motorkenndaten                              |                                  |                                  |                                  |                                  |                                  |
| Motortyp                                    | R4-Ottomotor                     | R4-Ottomotor                     | R4-Ottomotor                     | R4-Ottomotor                     | R4-Ottomotor                     |
| Hubraum                                     | 1497 cm³                         | 1499 cm³                         | 1499 cm³                         | 1497 cm³                         | 1499 cm³                         |
| max. Leistung bei min−1                     | 110 kW (150 PS)                  | 135 kW (184 PS) / 5500–6000      | 135 kW (184 PS) / 5500–6000      | 105 kW (143 PS) / 5500–6000      | 130 kW (177 PS) / 6000           |
| max. Drehmoment bei min−1                   | 218 Nm                           | 275 Nm / 1500–4000               | 275 Nm / 1500–4000               | 210 Nm / 1800–4400               | 270 Nm / 1500–4000               |
| Kraftübertragung                            |                                  |                                  |                                  |                                  |                                  |
| Antrieb                                     | Vorderradantrieb                 | Vorderradantrieb                 | Allradantrieb                    | Vorderradantrieb                 | Allradantrieb                    |
| Getriebe                                    | 7-Stufen-Doppelkupplungsgetriebe | 7-Stufen-Doppelkupplungsgetriebe | 7-Stufen-Doppelkupplungsgetriebe | 7-Stufen-Doppelkupplungsgetriebe | 7-Stufen-Doppelkupplungsgetriebe |
| Messwerte                                   |                                  |                                  |                                  |                                  |                                  |
| Höchstgeschwindigkeit                       | 170 km/h                         | 180 km/h                         | 175 km/h                         | 170 km/h                         | 175 km/h                         |
| Beschleunigung, 0–100 km/h                  | k. A.                            | k. A.                            | k. A.                            | 11,6 s                           | 9,6 s                            |
| Kraftstoffverbrauch auf 100 km (kombiniert) | 8,0 l Super                      | 7,8 l Super                      | 8,3 l Super                      | 7,7 l Super                      | 8,3 l Super                      |
| Tankinhalt                                  | 55 l                             | 55 l                             | 55 l                             | 55 l                             | 55 l                             |
| Abgasnorm                                   | China VI                         | China VI                         | China VI                         | Euro 5                           | Euro 5                           |